# دلمان

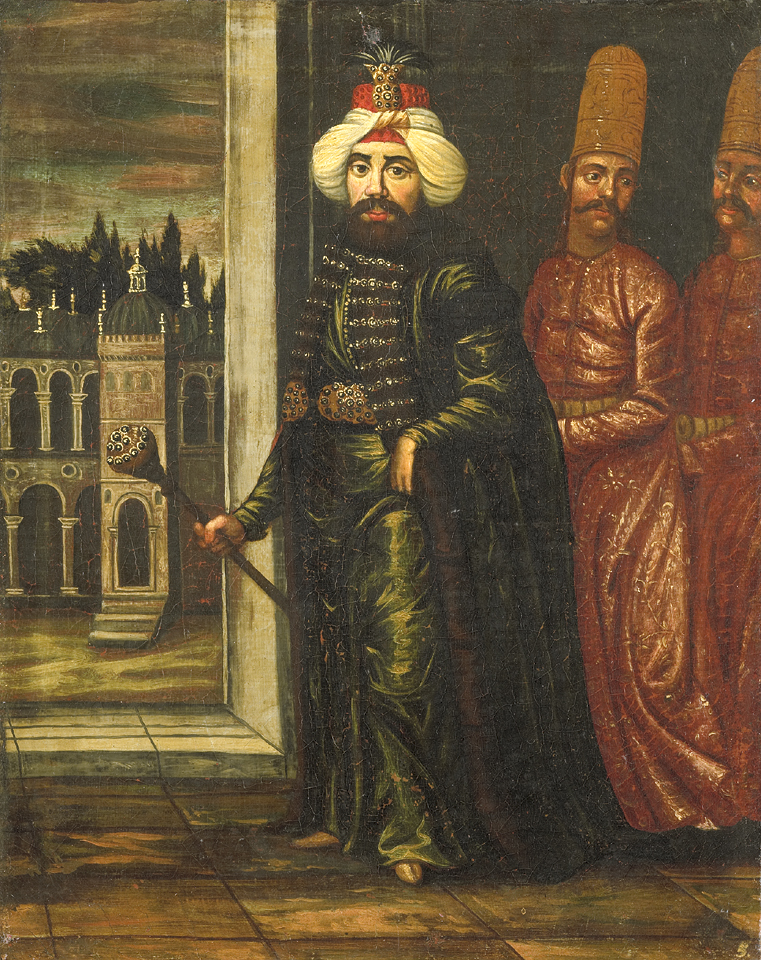
السلطان أحمد الثالث (1703-1730) وأتباعه يرتدون الدُّلمان

الدُّرّاعة أو الدُّلَمان يمكن أن يشير إلى أنواع مختلفة من الملابس كلها ذات أكمام وتغطي الجزء العلوي من الجسم أو أكثر. يشير الدُّلَمان في الأصل إلى ثوب طويل وفضفاض ذو أكمام ضيقة وفتحة في المقدمة. عادة ما يرتديه الأتراك يشبه رداء الكاهن.

## الدُّلمان العصري

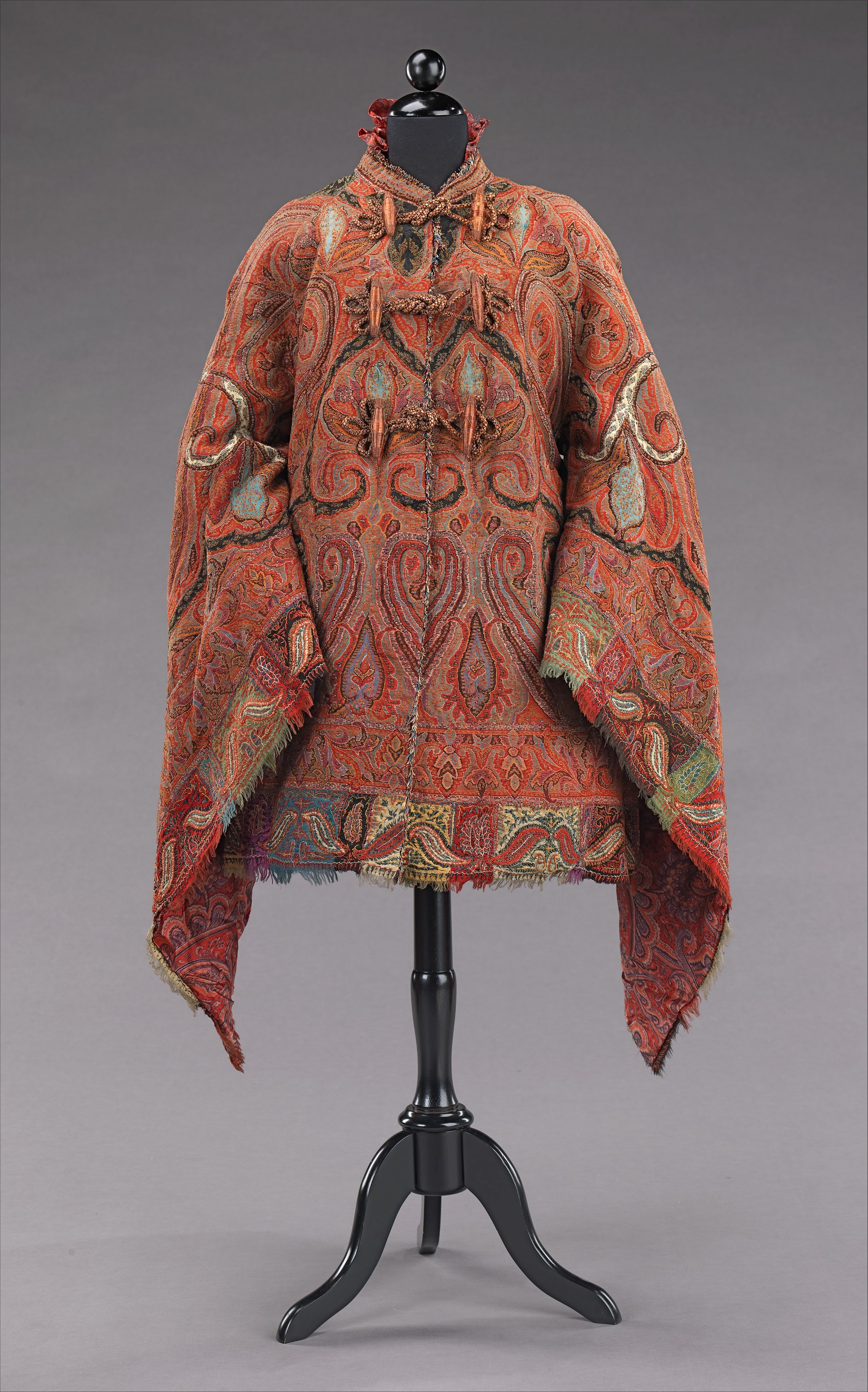
دُلَمان من الصوف والحرير صنع في الولايات المتحدة نحو 1875

الدُّلمان هو أيضًا لباس خارجي ترتديه السيدات. كان أسلوبًا مفضلاً للشملة ترتديه النساء الرائعات في سبعينيات وثمانينيات القرن التاسع عشر.[بحاجة لمصدر]

## الصور

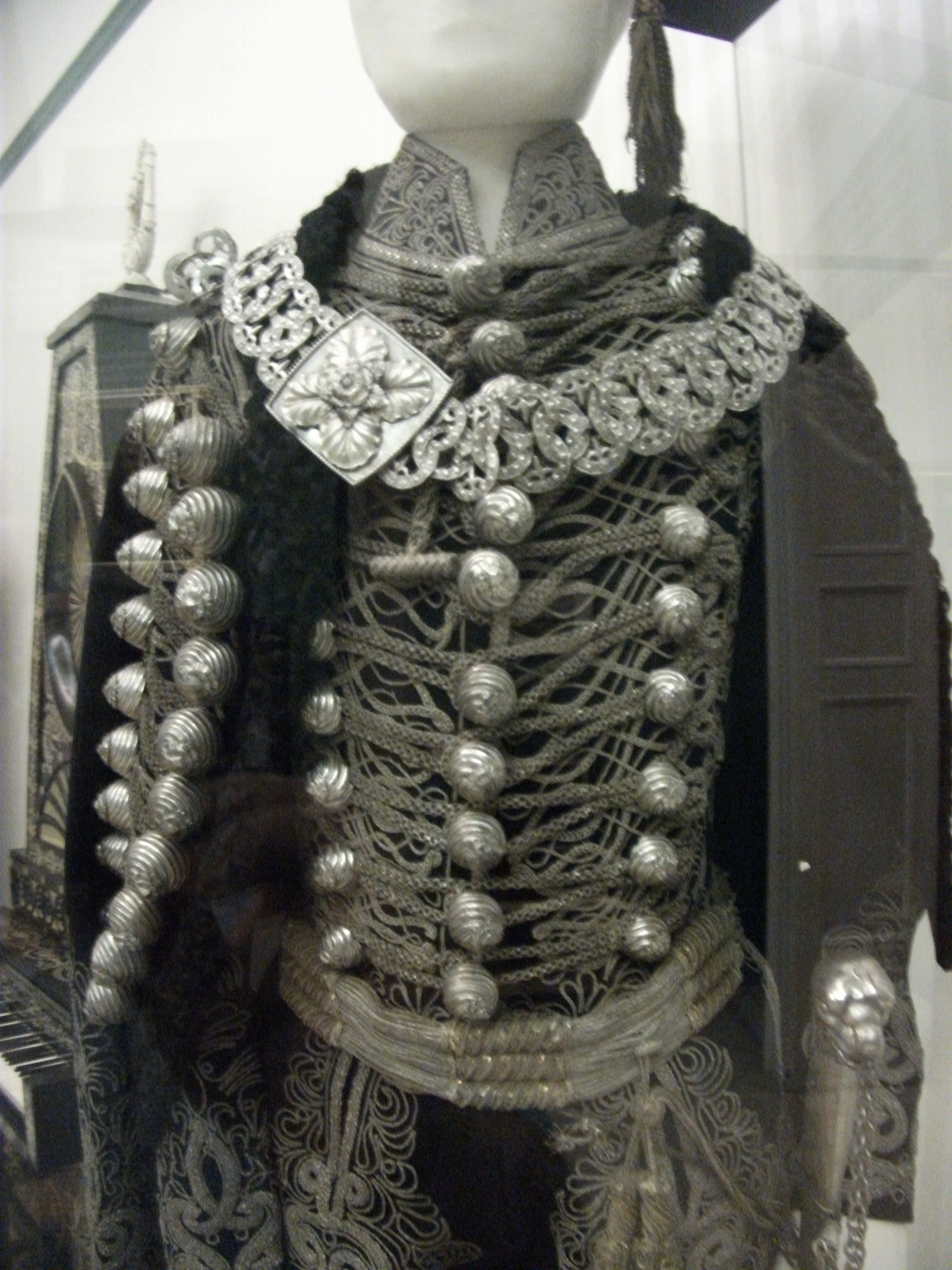
القرن التاسع عشر دُلمان مجري
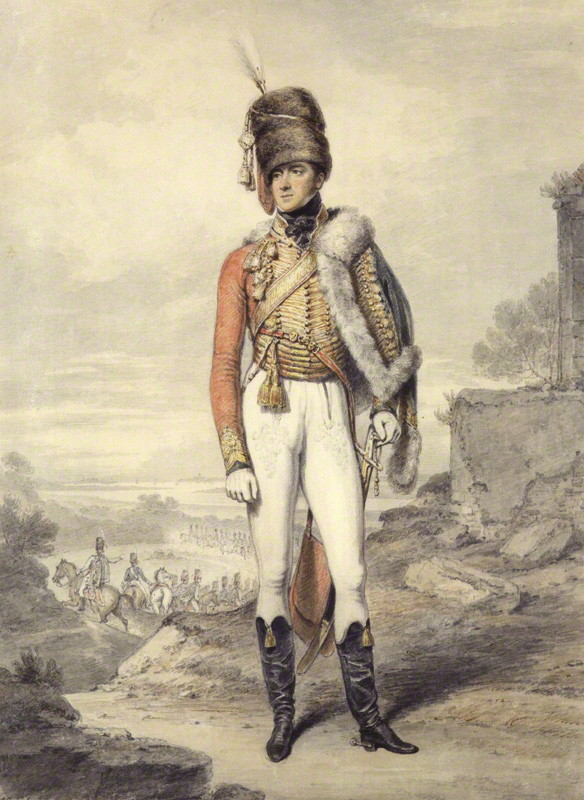
ضابط بريطاني يرتدي دُلَمان نحو 1809
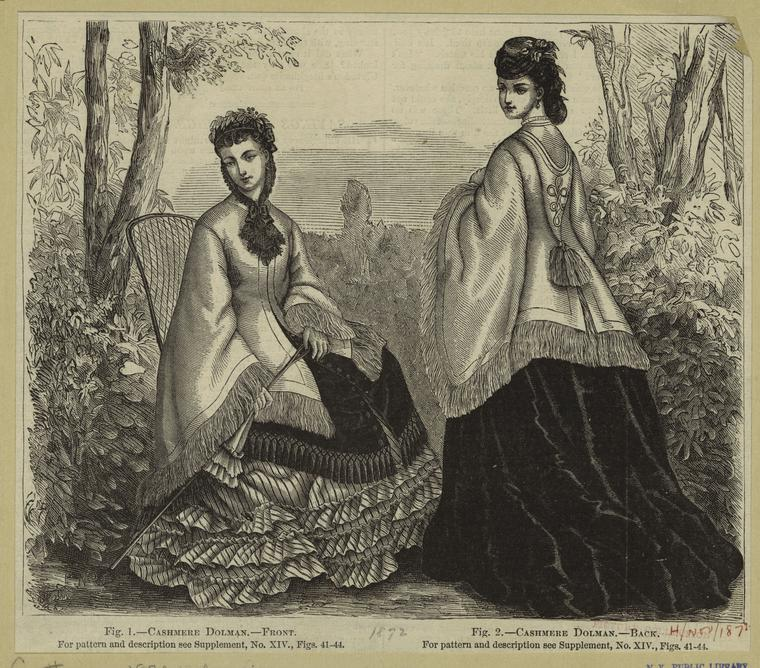
عباءة دُلمان للسيدات مناظر أمامية وخلفية. هربر بازار ، نوفمبر 1871
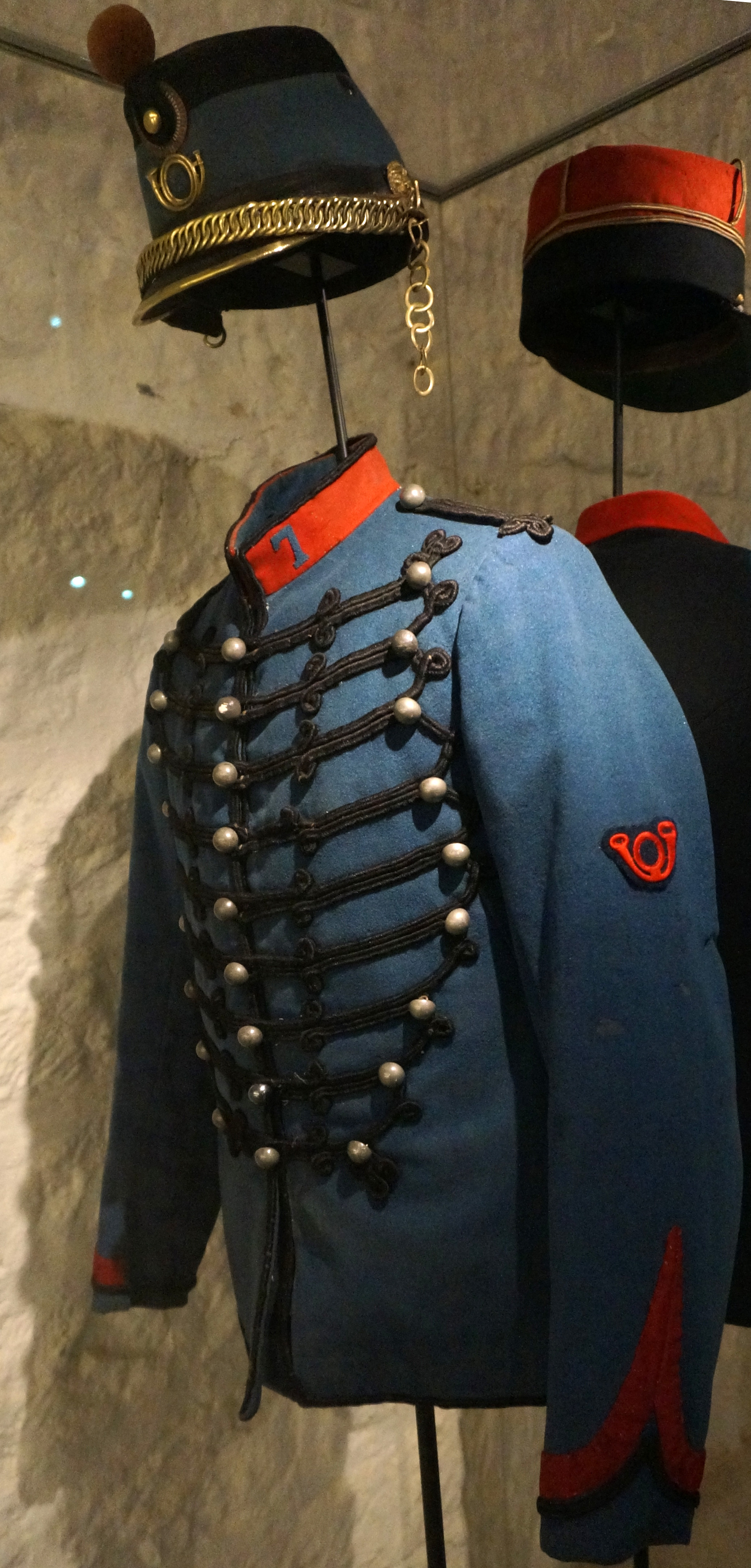
سلاح الفرسان الفرنسي دُلمان ج. 1900